# Joseph Meiß
Joseph Meiß (* 21. Dezember 1878 in Krefeld; † 6. Januar 1967 in Wuppertal) war ein deutscher katholischer Geistlicher.

## Leben
Meiß wurde als Sohn des Krefelder Seidenfabrikanten Johannes Meiß und Maria geb. Sallmann geboren und wuchs mit sieben Geschwistern auf. Er studierte Theologie und wurde am 15. März 1902 im Kölner Dom zum Priester geweiht.
Als Kaplan war Meiß in mehreren Städten tätig, so von 1902 bis 1909 in der Heilig-Kreuz-Kirche in Aachen, danach von 1909 bis 1913 in St. Marien in Velbert. In Heiligenhaus im Dekanat Mettmann erhielt er am 20. Oktober 1913 seine erste Pfarrstelle in St. Suitbertus. Vom 12. April 1922 an wirkte er bis 1966 an der Herz-Jesu-Kirche in Wuppertal-Elberfeld. Neben seinem Wirken an der Herz-Jesu-Kirche war Meiß von Dezember 1930 bis 1963 Dechant des Dekanats Wuppertal-Elberfeld und von Januar 1954 bis 1963 Stadtdechant von Wuppertal. In den letzten Tagen des Zweiten Weltkriegs war es Persönlichkeiten wie den beiden katholischen Dechanten Adolf Goebeler (1881–1954) und Joseph Meiß sowie dem späteren Superintendenten Johannes Schlingensiepen (1898–1980) durch ihre Intervention bei den Befehlshabern der deutschen Verbände in Wuppertal zu verdanken, dass Hitlers Nerobefehl in Wuppertal nicht ausgeführt wurde. Zum Ehrendomherrn der Hohen Metropolitankirche zu Köln (Kölner Dom) wurde Meiß im Mai 1955 ernannt; die Ernennung zum nichtresidierenden Domkapitular erfolgte im Dezember 1959. Die Würde eines Päpstlicher Hausprälaten erhielt Meiß im Jahr 1962.
Von dem Amt des Dechanten wurde er Anfang Januar 1964 entbunden und erhielt den Ehrentitel Ehrenstadtdechant, Dechant Wilhelm Zündorf (1903–1968) wurde sein Nachfolger als Stadtdechant. Im hohen Alter bat Meiß, nach mehr als 40 Jahre in der Pfarrei, bei seinem Bischof um seine Pensionierung zum 1. Oktober 1966, die ihm auch bewilligt wurde. Nach kurzer Krankheit verstarb er Anfang Januar 1967. Sein Grab befindet sich auf dem katholischen Friedhof Uellendahler Straße/Röttgen.

## Auszeichnungen und Ehrungen
- 1955: Ehrendomherr am Dom zu Köln
- 1959: nichtres. Domkapitular am Dom zu Köln
- 1962: Päpstlicher Hausprälat
- 1964: Ehrenstadtdechant von Wuppertal
- 19??: Johann-Rütger-Brüning-Medaille vom Rat der Stadt Wuppertal
- 19??: Großkreuz des Verdienstordens der Bundesrepublik Deutschland[A 1]